# Hofstetten-Grünau
Hofstetten-Grünau (fino al 1995 Grünau) è un comune austriaco di 2 597 abitanti nel distretto di Sankt Pölten-Land, in Bassa Austria; ha lo status di comune mercato (Marktgemeinde).